# Haliporus
Haliporus is een geslacht van kreeftachtigen uit de klasse van de Malacostraca (hogere kreeftachtigen).

## Soorten
- Haliporus curvirostris Spence Bate, 1881
- Haliporus taprobanensis Alcock & Anderson, 1899
- Haliporus thetis Faxon, 1893